# Мільчани

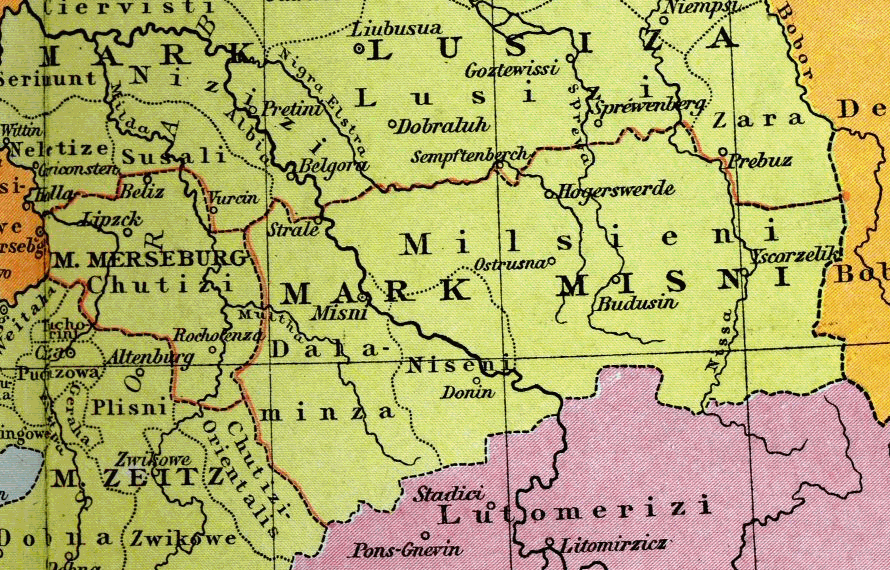
Землі Мільчан, Густав Дройзен, 1886

Прапор Верхньої Лужиці

Мільчани (в.-луж. Milčenjo, н.-луж. Milcany, чеськ. Milčané) — історичне західно-слов'янске плем'я, що входило в племінну групу лужицьких сербів, разом з долемінцямі, сорбами, лужичанами, украми, нішанамі, сусельцамі та іншими племенами.
Мільчани є предками населення Верхньої Лужиці, слов'янського народу на сході Німеччини. Вперше плем'я мільчан згадується в хроніці Баварського Географа IX століття як Milzane.
Плем'я мільчан відоме також зі списку народів, що за грамотою Майнцького собору 1086 р., входило до Празького архієпіскопату, насели пізнішу марку Мішна (Мейссен) у Саксонії, яка безпосередньо межувала з німецькими маркграфствами.

## Історія
Мільчани населяли в другій половині I тисячоліття територію в районі Бауцена (Будишина), на землях сучасної Верхньої Лужиці (рання назва — Будишинська земля). Поряд зі слубянамі, жаровянамі та іншими племенами мільчани були частиною колонізаційного потоку слов'ян, який розпочав переселення в межиріччі Ельби і Одеру в VI столітті в району Північних Карпат.
З VI ст. лужицька земля, як і сусідні області басейну Ельби були населені слов'янами, які входили до групи полабських або сербських племен. Найбільші серед них були: власне серби, мільчани, нішани, гломачі, лужичани. Основним заняттям було землеробство й тваринництво. Починаючи з VIII ст., і особливо з X ст., ці племена підлягали загарбанню сусідів — франків та інших германців, а також — польських і чеських королів.
Пізніше територія розселення мільчан зазнала впливу слов'ян сербської (рюсенской) культури. Райони на захід від земель племені мільчан на річці Ельбі населяли далемінци (галомачі) і нішане, на північний захід — ніжичі, на схід за річкою Бубр розміщувалися силезькі племена (бобжане, дзядошане та інші), на північ від мільчан розміщувалося плем'я лужичан, до південь знаходилися області розселення чехів.
Разом з розширенням до IX століття сербського племінного союзу починає поширюватися етнонім сорби серед західнослов'янських племен, включаючи і мільчан, на території аж до середньої течії Одеру. На початку Х століття плем'я мільчан було підкорене німцями, як і всі інші племена союзу сорбіт.
Разом з лужичанами мільчани стали основними племенами, що взяли участь у формуванні серболужіцького етносу. Територіально область розселення мільчан збігається з ареалом верхньолужицької мови. Поділ на Нижню і Верхню Лужицю з'являється вже з XV століття.